# Hole
För andra betydelser, se Hole (olika betydelser).

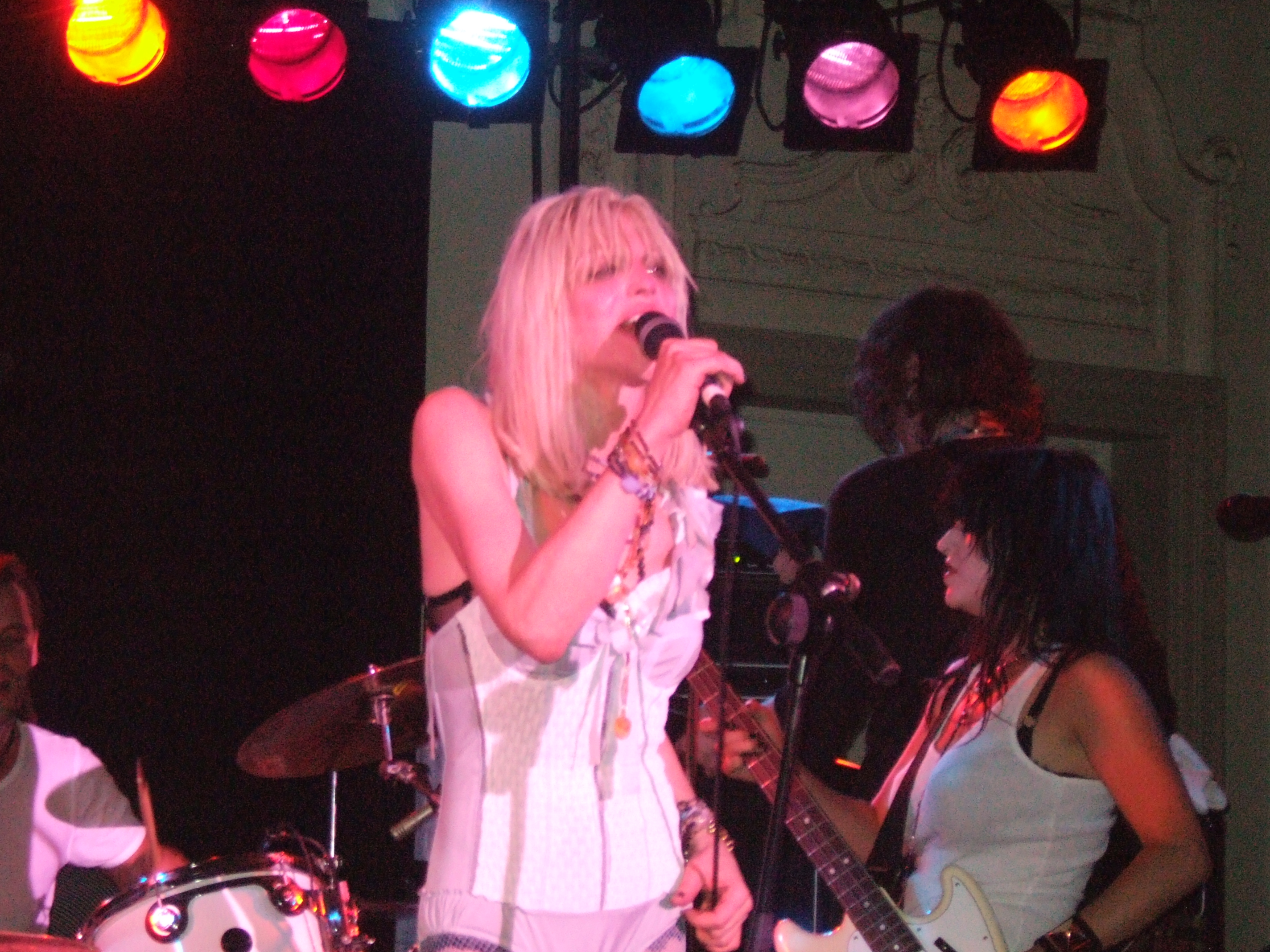
Courtney Love live 2007 i London.

Hole var en amerikansk rockgrupp bildad i Los Angeles 1989. Bandet frontas av rockikonen Courtney Love (sång/kompgitarr) som tillsammans med gitarristen Eric Erlandson har varit de två ständiga medlemmarna under större delen av bandets karriär.

## Historia
Holes första uppsättning bestod av Courtney Love, Eric Erlandson, Jill Emery och Caroline Rue. De spelade in och släppte sin första singel, "Retard Girl", 1990 på skivbolaget Sympathy for the Record Industry. Debutalbumet Pretty on the Inside från 1991 producerades av Kim Gordon från Sonic Youth, och domineras av noise och punkrock. 1992 byttes Emery ut mot Leslie Hardy, och Rue mot Patty Schemel. 1993 byttes Hardy ut mot Kristen Pfaff.
Gruppens andra album, Live Through This, gavs ut i april 1994. I juni samma år avled Pfaff och ersattes av Melissa Auf der Maur. Hole ändrad riktning i samband med det tredje albumet Celebrity Skin till ett mer pop/rock-band, fick ett kommersiellt genombrott och nominerades till två Grammys. Senare samma år lämnade Schemel bandet och byttes ut mot Samantha Maloney.
1999 splittrades bandet, även om rättegångar och förhandlingar angående bandets skivkontrakt pågick till 2002. Bandet återförenades 2009 med Courtney som enda originalmedlem och släppte albumet Nobody's Daughter 2010. I november 2012 meddelade Love att hon nu fokuserar på sin solokarriär och att "Hole är död".

## Medlemmar
- Courtney Love – sång, gitarr (1989–2002, 2009–2012)
- Eric Erlandson – gitarr (1989–2002)
- Mike Geisbrecht – gitarr (1989)
- Errol Stewart – guitar (1989)
- Lisa Roberts – basgitarr, bakgrundssång (1989–1990)
- Caroline Rue – trummor, percussion (1989–1992)
- Jill Emery – basgitarr (1990–1992)
- Leslie Hardy – basgitarr, bakgrundssång (1992–1993)
- Kristen Pfaff – basgitarr, bakgrundssång, keyboards (1993–1994; † 1994)
- Patty Schemel – trummor, percussion (1992–1998)
- Melissa Auf der Maur – basgitarr, bakgrundssång (1994–1999)
- Samantha Maloney – trummor, percussion (1998–2000)
- Micko Larkin – gitarr (2009–2012)
- Shawn Dailey – basgitarr (2009–2012)
- Stu Fisher – trummor, percussion (2009–2011)
- Scott Lipps – trummor, percussion (2011–2012)

## Diskografi
- 1991: Pretty on the Inside
- 1994: Live Through This
- 1998: Celebrity Skin
- 2010: Nobody's Daughter